# Panzerzug 5
Der Panzerzug 5 (kurz: Eisb. Pz. Zug Nr. 5 oder PZ 5) war ein deutscher Panzerzug aus der Zeit des Zweiten Weltkrieges und wurde ab September 1939 von der Wehrmacht eingesetzt.

## Geschichte
Im Jahr 1937 hatte das Oberkommando des Heeres entschieden, keine neuen Panzerzüge mehr zu bauen. Man bewertete diese Art der Waffe als veraltet und zu teuer. Aus diesem Grund griff man, mit einer Verfügung vom 23. Juli 1938, auf ältere Bahnschutzzüge der Reichsbahn zurück. Somit wurde der Bahnschutzzug Nürnberg der Reichsbahndirektion Nürnberg zum neuen Panzerzug 5. Dieser war zur damaligen Zeit dem Wehrkreis IX, Kassel zugeteilt. Zu dieser Zeit waren die Panzerzüge nur infanteristisch ausgerüstet und verfügten neben zwei Abstoßwagen auch über sechs gepanzerte, ehemalige gedeckte Güterwagen. Da der Panzerzug 5 über keinerlei schwere Waffen verfügte, wurde er nur für Sicherungsaufgaben eingeteilt und erst Anfang September 1939 aufgestellt.

## Technische Daten

### Lokomotive

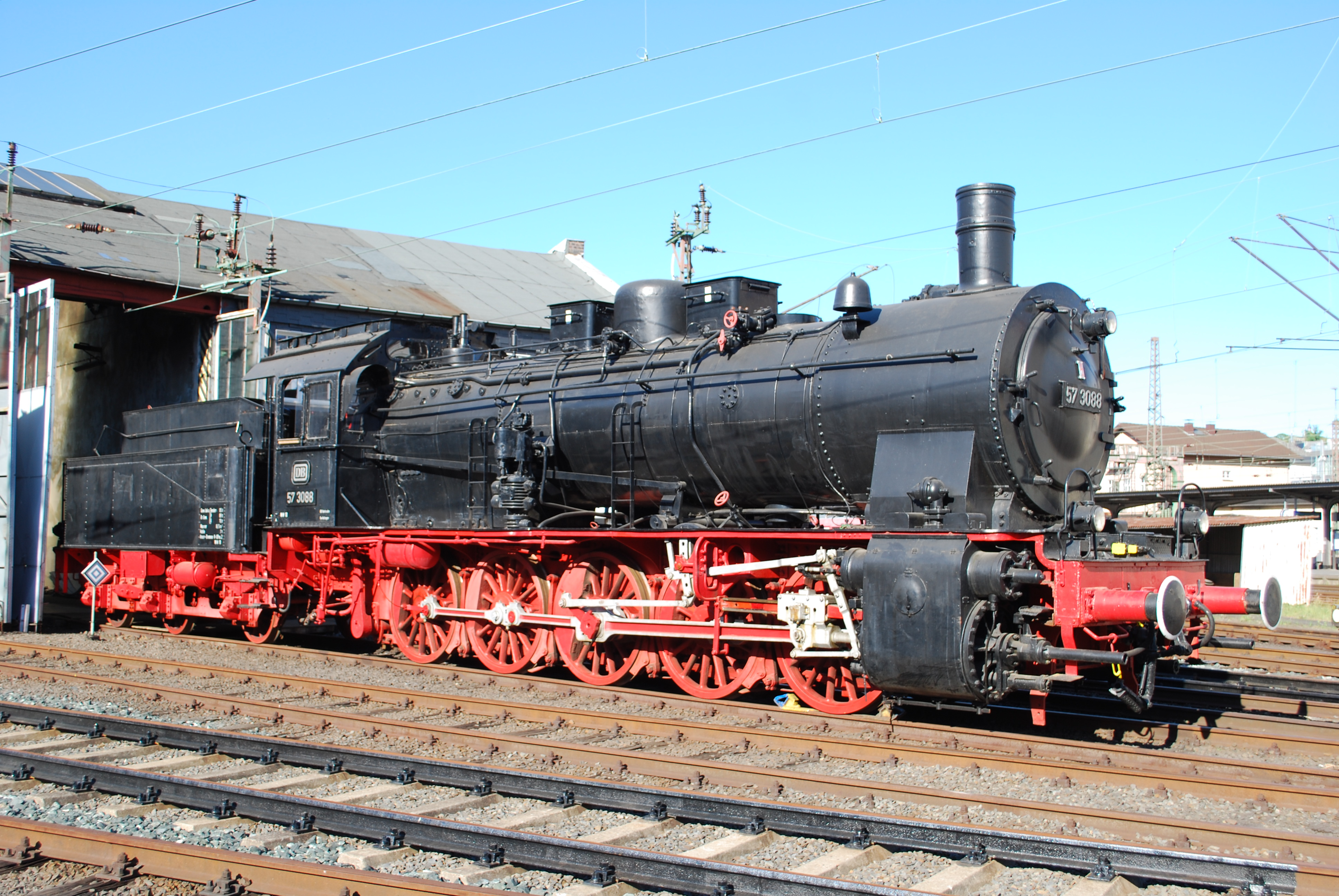
Ungepanzerte Preußische G 10

Die Dampflokomotive des Panzerzuges, damals noch Bahnschutzzug, war eine Preußische G 10. Diese wurde 1923 bei Orenstein & Koppel mit der Werksnummer 10025 hergestellt. Ab 1925 erhielt die Lokomotive bei der Deutschen Reichsbahn die Nummer 57 3301. Sie wurde komplett mit Panzerplatten gepanzert und wurde so bereits verwendet, als der Panzerzug noch ein Bahnschutzzug war. Am 10. Mai 1940 entgleiste der Zug und die Lokomotive musste zur Reparatur in die Werkstatt gebracht werden. Nach der Reparatur und der Auflösung des Panzerzug 5 wurde sie dem Panzerzug 1 zugeteilt.

### Maschinengewehrwagen

Güterwagen gemäß
Musterblatt II^{d} 8

Der Panzerzug 5 verfügt zur Zeit als Bahnschutzzug über sechs ehemalige gedeckte Güterwagen der Bauart G 02, welche gemäß dem Musterblatt IId 8 definiert waren. Diese wurden zwar mit Stahl gepanzert, dennoch konnten S.m.K.-Geschosse sie durchdringen. Der genutzte Stahl war zwar relativ dick, doch von minderer Qualität. Die Wagen verfügten über Gewehr-, Maschinengewehr- und Beobachtungsluken in unterschiedlicher Ausprägung und Anzahl in den Wänden. Für den Aus- und Einstieg verfügten sie über Türen an den Seiten der Wagen und über Bodenluken. Diese Bodenluken verfügten über, zwischen den Achsen befindliche, Ausfallkästen. Dadurch konnte Personal, welches über diese Luken den Wagen verließ, in Deckung gehen. Das Leergewicht der Wagen, ohne Panzerung, war mit 10,07 t bis 10,47 t angegeben. Die Wagen wurden je drei Stück vor und hinter der Panzerzuglokomotive angekoppelt. Je einer dieser drei Wagen einer Zughälfte verfügte über einen Beobachtungsstand. Dies waren Aufbauten, welche auf den Dächern der Güterwagen aufgesetzt wurden.
Die Maschinengewehrwagen waren 1938 noch mit 10 wassergekühlten schweren Maschinengewehren 08 ausgerüstet. Diese waren in den Wagen fest verbaut. Für die Luftabwehr wurden in einigen Wagen Zwillingssockel 36 mit je zwei Maschinengewehren 34 eingebaut. Die Sturminfanterie, welche in diesen Wagen mitgeführt wurde, verfügte ihrerseits über Pistolen, Gewehre, leichte und schwere Maschinengewehre und einige wenige Maschinenpistolen. Für jedes Gewehr im Panzerzug wurden 180, für jede Pistole 24 und für jede Maschinenpistole 1536 Schuss ausgeteilt. Die Maschinengewehre der Sturminfanterie verfügten über 13.500 Schuss, darunter waren 11.350 s.S., 1500 S.m.K. und 650 S.m.K. Leuchtspur Geschosse. Zusätzlich standen der Infanterie zwei 8-cm-Granatwerfer 34 mit 246 normalen und 18 Nebelgranaten zur Verfügung. Die Pioniere des Panzerzuges verfügten über einen Flammenwerfer 35 oder auch einen Flammenwerfer 41.

### Abstoßwagen
An beiden Enden des Zuges befanden sich jeweils ein zweiachsiger Flachwagen unterschiedlicher Bauart, welche als Abstoßwagen dienten. Sie dienten dazu, den Panzerzug vor Minen oder Entgleisung zu schützen und Gefahren vor den wichtigen Wagen zu beseitigen. Zusätzlich dienten sie zum Transport von Material wie Schienen, Bahnschwellen, Fahrrädern oder sonstigem Material. Die Wehrmacht nannte die Abstoßwagen auch Schutzwagen. Zur Zeit als Bahnschutzzug konnten diese Wagen noch nicht automatisch entkuppelt, sondern mussten bei Bedarf per Hand geöffnet werden.

## Einsatz

### 1939

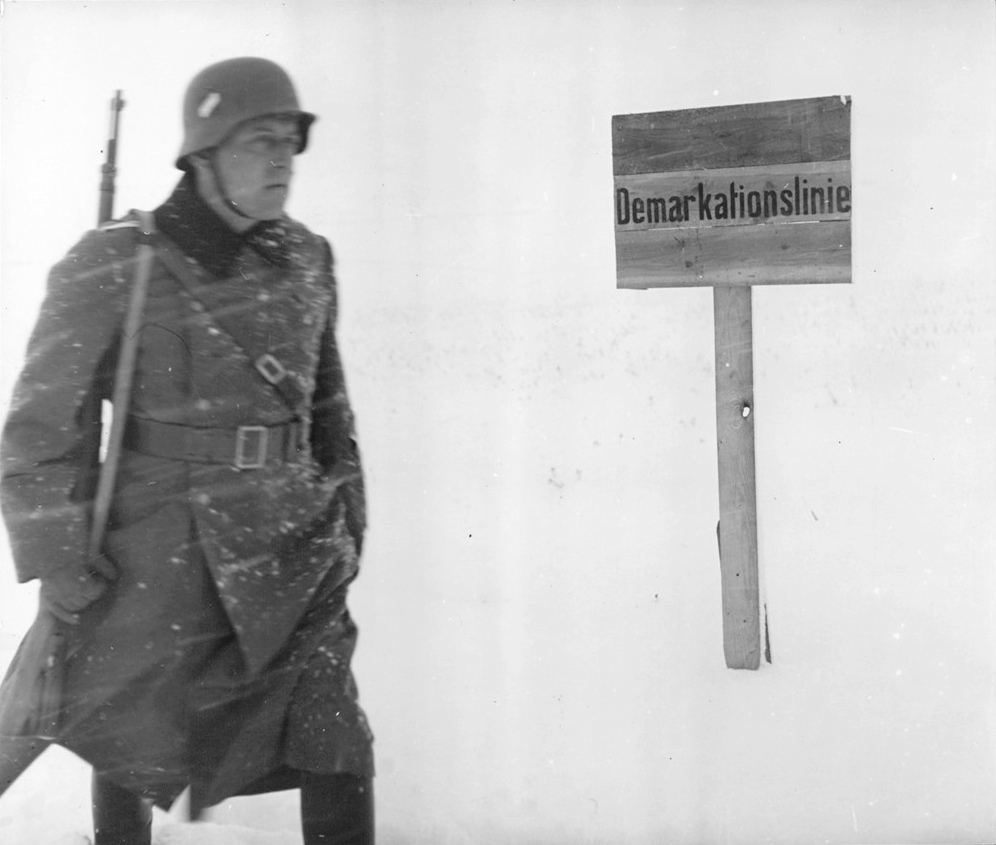
Deutscher Soldat an der deutsch-sowjetischen Demarkationslinie in Polen (Januar 1940)

Einsatzbereit ab dem 14. September, rückte der Panzerzug 5 am 15. September aus dem Hinterland der Heeresgruppe Süd aus. Er fuhr von Częstochowa über Krakau, Tarnów und Przemyśl nach Lwiw. Am 20. September stand der Panzerzug zur Sicherung der deutsch-sowjetischen Gespräche an der Demarkationslinie in Zakopane. Nach den Gesprächen verlegte er nach Sosnowiec und war dort ab dem 22. September in Bereitschaft. Vom 10. bis zum 25. Oktober wurde der Panzerzug mit der Sicherung der Eisenbahnstrecke zwischen Sybusch und Dzieditz beauftragt.
Vor dem Jahresende 1939 wurde der Panzerzug in den Nordwesten von Deutschland verlegt. Neue Stationierungsorte für den Panzerzug 5 wurden Oldenburg und Emden.

### 1940

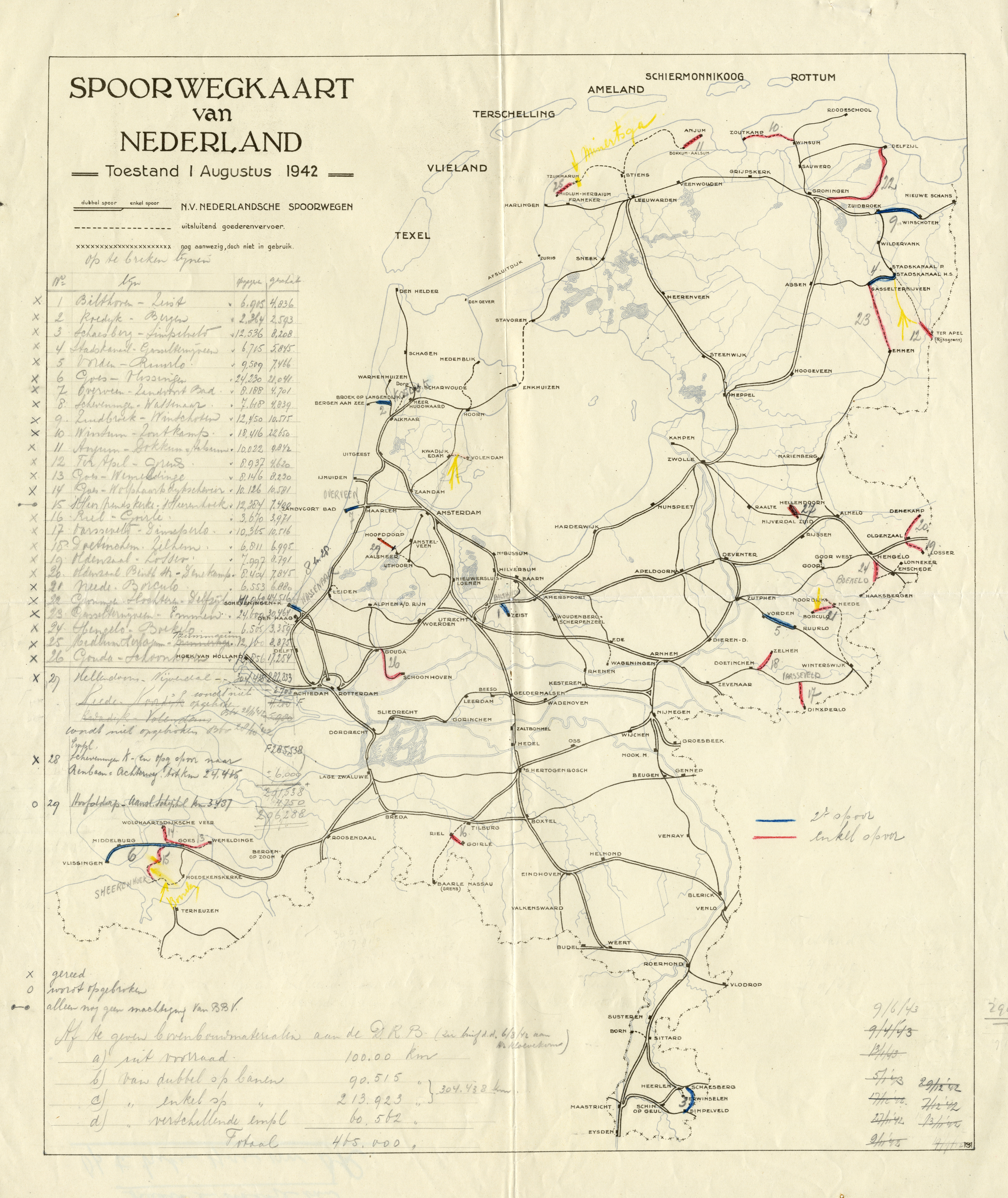
Karte von Bahnstrecken in den Niederlanden (1942)

Mit dem Eintreffen in Oldenburg, wurde der Panzerzug 5 der Heeresgruppe B unterstellt. Am 3. Mai 1940 wurden die Kommandanten von sechs Panzerzügen zu einer Einsatzbesprechung in Dinslaken beordert. Hier wurden ihnen die die Befehle und Aufgaben für die kommenden Operationen erläutert. Ab dem 10. Mai sollten sie in einem raschen Vormarsch Brücken über die Vechte, IJssel und Maas nehmen, in die feindlichen Stellungen vordringen und diese durchstoßen.
Als am 10. Mai 1940 die Wehrmacht in die Niederlande einmarschierte, wurden die Befehle umgesetzt. Den ersten Angriff übernahmen die Brandenburger, welche getarnt als Baulehr-Bataillon z. b. V. 800 vor Ort waren. Diese stießen, getarnt in niederländischen Uniformen, in Richtung Roermond vor. Gegen 3:00 Uhr wurden die Brandenburger in der Stadt von einer Militärstreife angehalten und in ein Gefecht verwickelt. Die örtliche Polizei informierte die Wachen an der Eisenbahnbrücke Buggenum, nördlich von Roermond. Sie berichtete, dass eine Gruppe unbekannter Personen entlang der Bahnlinie gegen die Brücke marschierte. Die Brückenwache schloss die Absperrungen und hielt, die als Streckenarbeiter getarnten sieben Brandenburger, an. Zwar konnten die Brandenburger die Wachen am Ostufer teilweise erschießen, teilweise in die Flucht schlagen, dennoch gelang es der Brückenwache die Wachen am Westufer zu warnen. Der Truppführer der Brandenburger schoss mit einer Signalpistole in Richtung Grenze und gab dem wartenden Panzerzug 5 das Signal zum Vorrücken. Als die Brandenburger, die niederländischen Truppen verfolgend, die Brücke stürmten, wurde sie gesprengt.

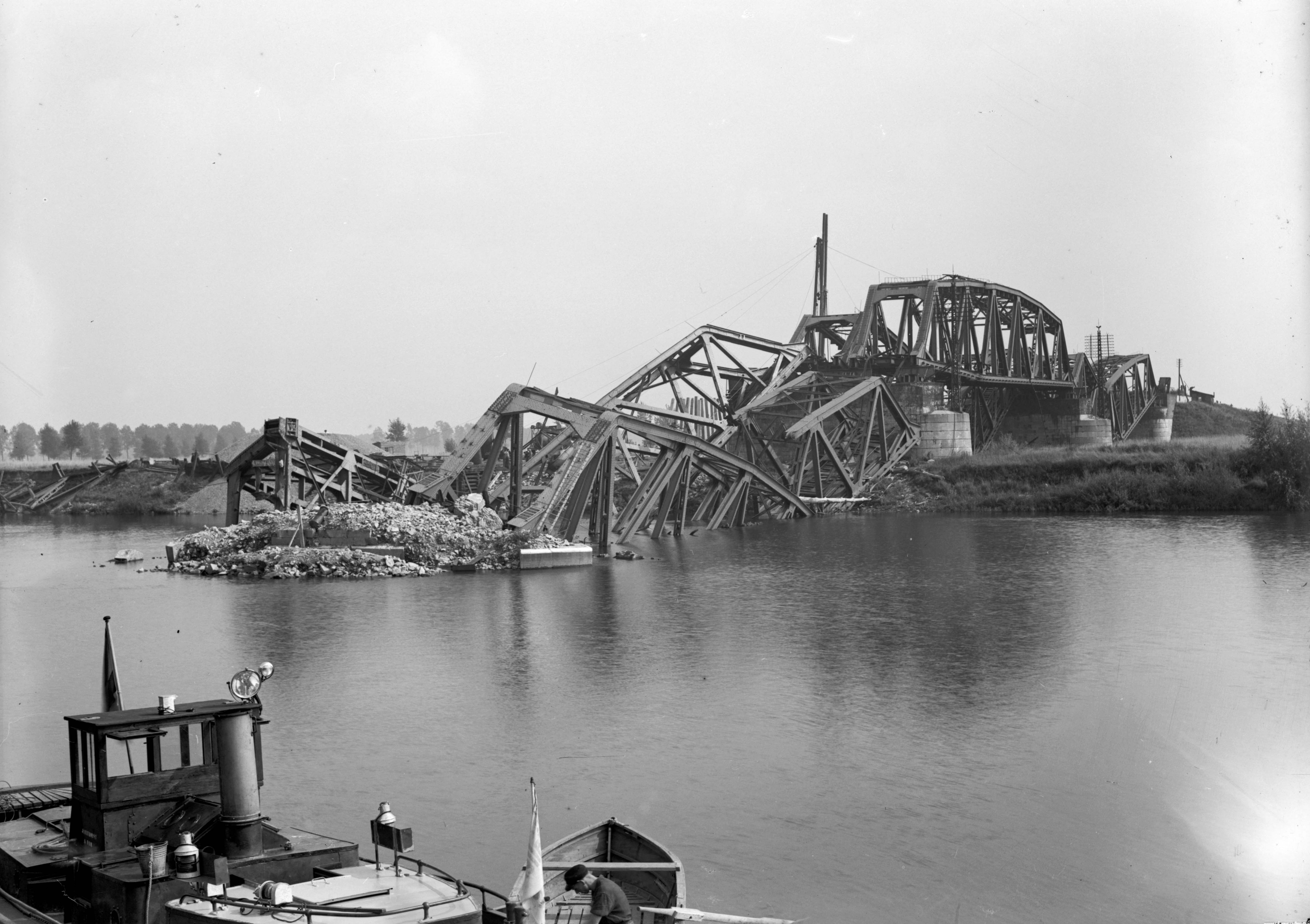
Die gesprengte Eisenbahnbrücke bei Buggenum

Nach dem Sichten des Leuchtsignals, setzte sich der Panzerzug 5 in Bewegung. Kurz hinter der Grenze traf er auf eine blockierte Weiche, welche erst geöffnet werden musste. Wenig später erreichte er unbehelligt die Stadt Roermond. 20 Minuten nach der Abfahrt an der Grenze, traf der Panzerzug an der gesprengten Brücke ein. Umgehend wurde er von niederländischen Panzerabwehrkanonen beschossen, welche am Westufer in Stellung gegangen war. Mit einem der ersten Schüsse wurde die Bremsleitung der Panzerzuglokomotive getroffen, woraufhin dieser bewegungsunfähig auf dem Bahndamm zur Brücke stehen blieb und dem gegnerischen Feuer hilflos ausgesetzt war. Die meisten Wagen wurden in Brand geschossen und irreparabel beschädigt. Die Besatzung konnte sich durch die Ausfallkästen retten und in Sicherheit bringen. Dennoch hatten sie sieben Tote und 25 Verletzte zu beklagen. Im Anschluss wurde der Panzerzug 5 aufgelöst und aus den Listen gestrichen. Alle wiederherstellbaren Wagen wurden dem Panzerzug 1 zugeteilt.

## Zugpersonal
Da der Panzerzug 5 1937 nicht über Artillerie verfügte, wurde die Besatzung nur im Bedarfsfall der Truppe entnommen, lediglich der Zugkommandant wurde fest zugeordnet. Die Besatzung bestand aus 130 Mann. Hierbei wurde das Personal hauptsächlich durch die ausbootenden Infanterie gestellt. Ein Trupp davon war ein Bautrupp, welcher Schäden oder Hindernisse auf der Strecke beseitigen sollte.
- Panzerzugkommandant Oberleutnant Fritz Strauß (September 1939 – 10. Mai 1940)

## Zugzusammensetzung
Die Auflistung der Wagen bezieht sich von vorne nach hinten.

### 1939–1940
- Abstoßwagen
- Sturmwagen
- Sturmwagen
- Sturmwagen
- Panzerzuglokomotive
- Sturmwagen
- Sturmwagen
- Sturmwagen
- Abstoßwagen

### Fachpublikationen
- Wolfgang Sawodny: Deutsche Panzerzüge im Zweiten Weltkrieg. Podzun-Pallas, Friedberg 1986, ISBN 3-7909-0293-4.
- Wolfgang Sawodny: Die Panzerzüge des Deutschen Reiches, 1904 – 1945. EK-Verlag, Freiburg 1996, ISBN 3-88255-678-1.
- Hansjürgen Wenzel: Lokomotiven ziehen in den Krieg. Slezak, Wien 1977, ISBN 978-3-900134-23-5.